# Saint-Martin-Belle-Roche
Saint-Martin-Belle-Roche é uma comuna francesa na região administrativa de Borgonha-Franco-Condado, no departamento Saône-et-Loire. Estende-se por uma área de 4,55 km². Em 2010 a comuna tinha 1 423 habitantes (densidade: 312,7 hab./km²).